# 拉央拉央岛
（越南语：／），爲南中國海南沙群島的一個環型珊瑚礁，现为马来西亚实际控制。
1945年二戰結束後，中華民國從日本手上接管南海諸島。中華人民共和國成立後，並未派兵駐守彈丸礁。1970年代，馬來西亞派兵佔領該島礁，中華民國及中華人民共和國均提出抗議。馬來西亞之後在1991年開始在彈丸礁上進行了填海工程，鋪設跑道與設置軍事基地，就開發資歷而論，比21世紀南海諸國普遍將暗礁改造為人工島的造陸策略還早得多。不過马来西亚操作手法相對溫和細膩，很注意处理南海岛礁主权争端与多边友好关系之间的定位。特別是在破壞性開發後轉變為重視修復生態，透過吸引外國遊客來南方海島觀光度假的路線，進而展示其控制權。
在馬來西亞第四任首相馬哈迪任內，政府開始批准酒店和旅遊設施的建設，將拉央拉央島發展為高附加值的海洋珊瑚礁保育和人文旅遊勝地，這樣不僅強化了馬來西亞對該島的主權知名度，也提升了國家的國際形象，又形成了一套成熟的政經效益體系。目前常態進駐除旅遊服務員50多名，還有兵力百多人左右。
目前，中華民國、中華人民共和國及越南社會主義共和國均聲稱對此島擁有主權。雖然一些資料會加上菲律賓，但此島并不在馬可斯所簽署的總統令中所定義的「卡拉延群島」範圍內，菲方的最南点是北纬7度40分，而此礁在北纬7度22分。所以菲方實際上并無主權要求。

## 名稱
美国地名委员会使用的名称为Swallow Reef（燕子礁），马来西亚称为Pulau Layang-Layang（拉央拉央島，意爲「燕子島」），中国则称彈丸礁。
1935年中华民国水陆地图审查委员会审定公布《中国南海各岛屿华英地名对照一览表》，Swallow Reef的名称被意译为“燕子礁”。1947年中华民国内政部公布《南海诸岛新旧名称对照表》，对南海诸岛地名进行了修订，使其听起来更有中国特色，燕子礁改称“彈丸礁”。1983年中华人民共和国中国地名委员会公布的《我国南海诸岛部分标准地名》也沿用“彈丸礁”的名称。
因环礁边缘一个个竖立的礁石如石人像（石公），围成篱笆状，故中國漁民向稱「石公篱」，又“篱”与“厘”音同，故亦向称「石公厘」。

## 歷史
- 1801年，英国船「燕子號」（Swallow）发现此島礁，并命名为「燕子滩」（Swallow's Shoal）。[9]
- 1935年，中華民國水陸地圖審查委員會公佈的名稱為「燕子礁」。
- 第二次世界大戰，日軍南進北婆羅洲時曾在島上設臨時基點。
- 1946年10月，中華民國國民政府派遣总指挥林遵（林则徐的侄孙）、副总指挥海軍上校姚汝鈺建碑測圖，具体分工为：[10][11][12]
  - 林遵带领参谋林焕章坐镇「太平舰」（护航驱逐舰，舰长麦士尧、副舰长何炳材），率「中业舰」（坦克登陆舰，舰长李敦谦）收复南沙群岛[13][14]
  - 姚汝钰带领参谋张君然（原中华民国海军司令部海事处上尉参谋）坐镇「永兴舰」（驱潜舰，舰长刘宜敏），率「中建舰」（坦克登陆舰，舰长张连瑞）收复西沙群岛[13]
  - 随行者有内政部接收专员郑资约；广东省政府西沙群岛接收专员萧次尹、南沙群岛接收专员麦蕴瑜[14][15]
- 1947年，中華民國內政部方域司公佈的名稱為「彈丸礁」。
- 1979年，以大陸架延伸為理由，馬來西亞宣稱這是沙巴附屬島嶼的一部分。
- 1984年4月17日，时任马来西亚首相马哈迪·莫哈末爲馬來西亞皇家海軍在此建設的海軍基地揭幕，並命名爲“Lima站”。[16]此島的潛水娛樂場地此前已經運作了許多年。
- 1993年夏，飛機跑道及渡假中心初步建成。同年9月1日，首相马哈迪親臨此島，此示馬來西亞政府對經營南沙島礁的決心。
- 1994年，馬來西亞正式對外開放島上觀光。
- 1995年5月26日，时任马来西亚首相马哈迪·莫哈末表明，该岛是属于马来西亚所拥有的。他说，该岛是南沙群岛的一部分，不过，马来西亚对它的主权，是不容争议的：“其他国家不可争议马来西亚对它的主权”。[17]
- 2009年3月，马来西亚第五任首相阿都拉巴达威乘坐CN-235运输机飞抵拉央拉央島視察。[18]

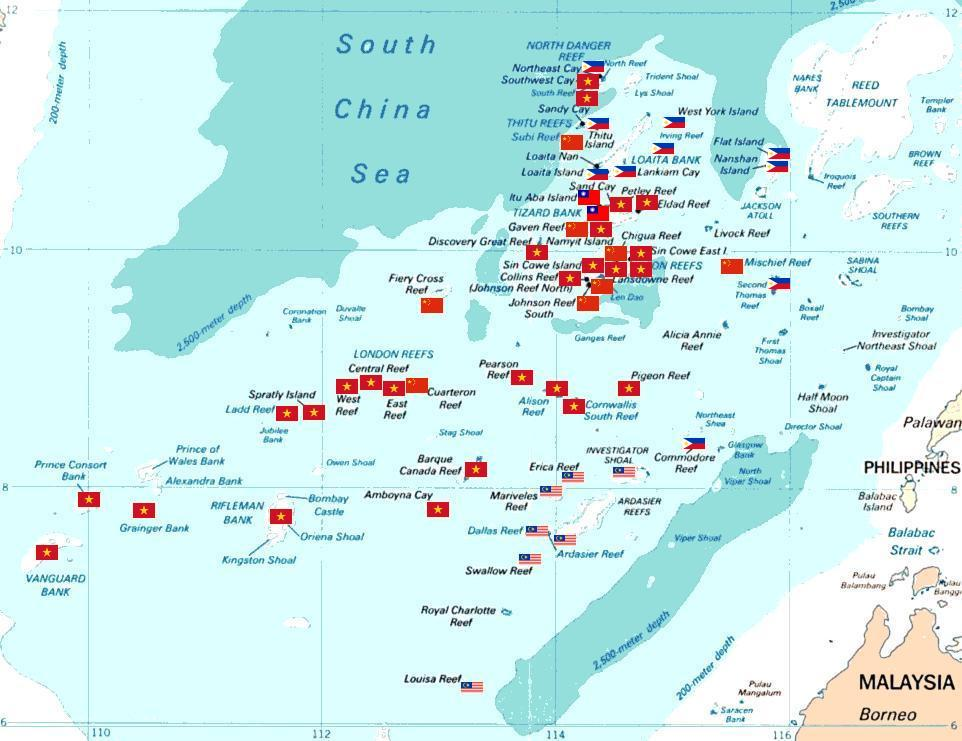
南海周邊諸國於南沙群島各島礁及沙洲的駐軍情況。

## 地理位置
- 位于南海危险地带南侧，光星礁南约11海里。
- 位於沙巴的亞庇西北方約300公里處。

## 地質地形
- 低潮露出，無礁門，為一標準狹長型珊瑚環礁，環礁東西長約7公里；南北最寬約2公里（平均寬約1.5公里）。環礁水面面積約10平方公里。
- 島礁出露水面陸地部份成東北、西南走向，長約1.3公里；東北端最寬約500公尺；西南端寬僅200公尺。东侧有数块海拔1.5-3.0米的较高珊瑚礁快，晴朗的白天，遥远可见。
- 早期記錄的陸地原始面積大約6.2公頃（0.062平方），但填海擴建後達35公頃（0.35平方），也是南沙群島第一個人工島。

## 島上狀況

### 旅游业

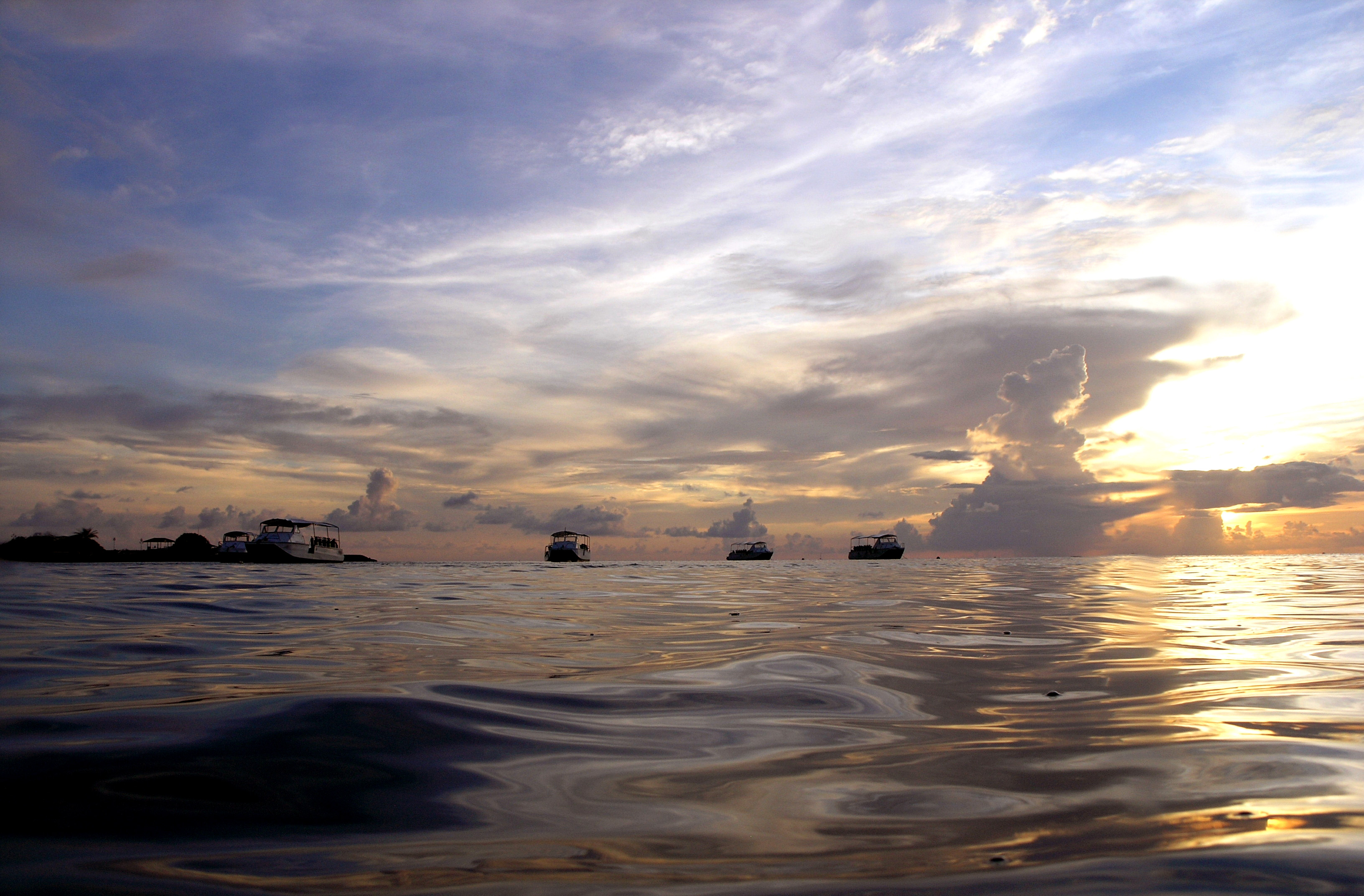
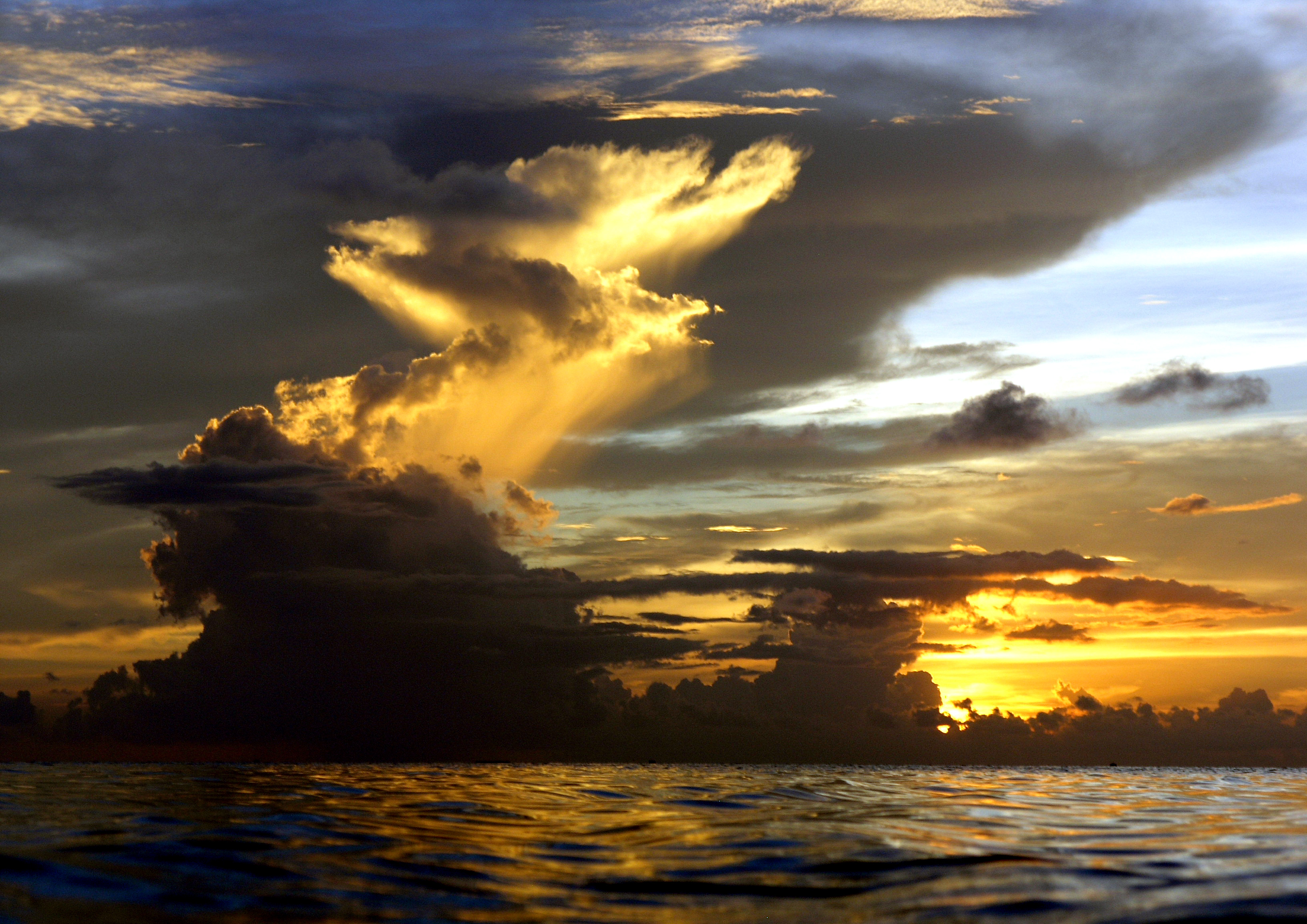
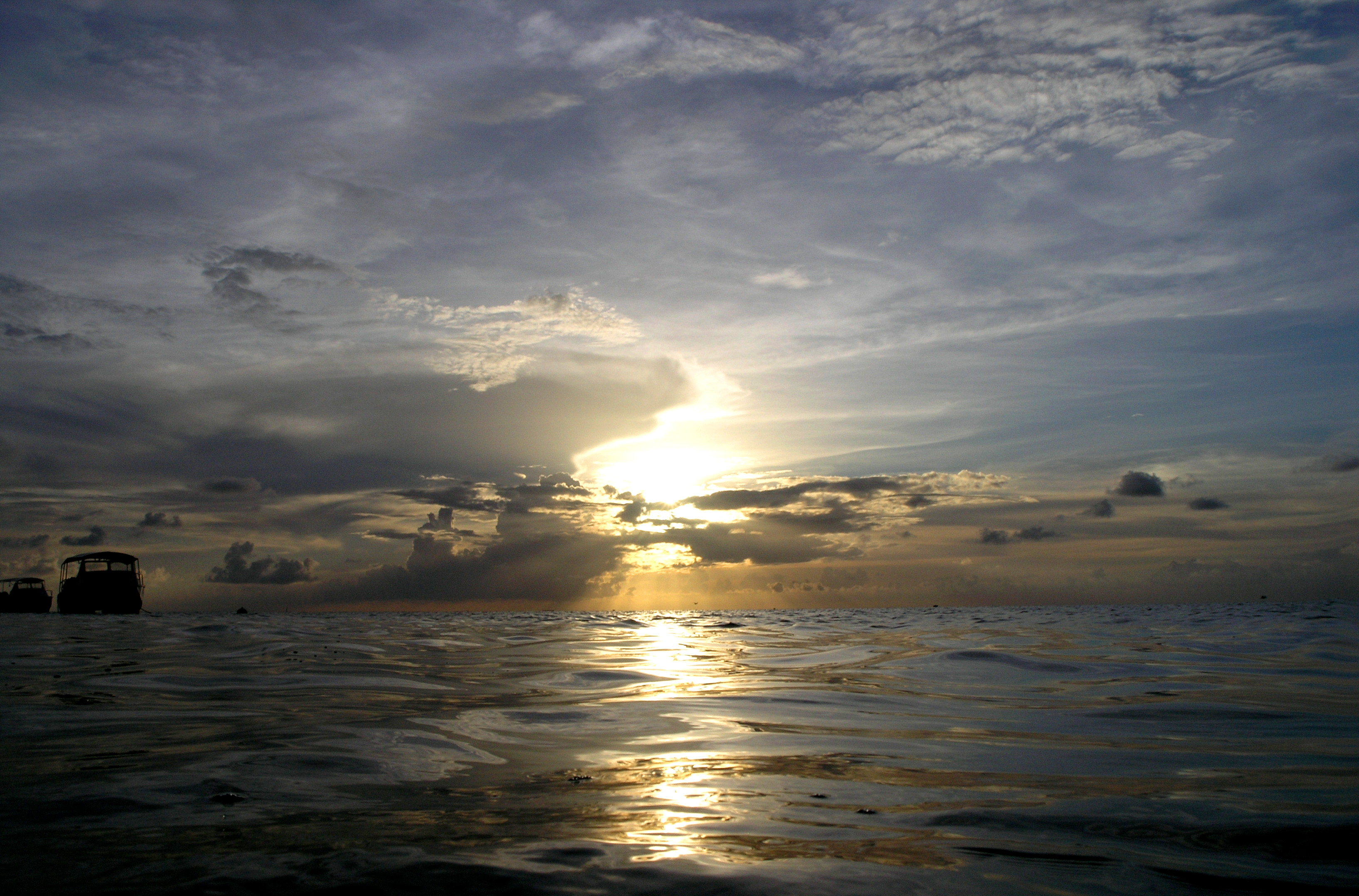

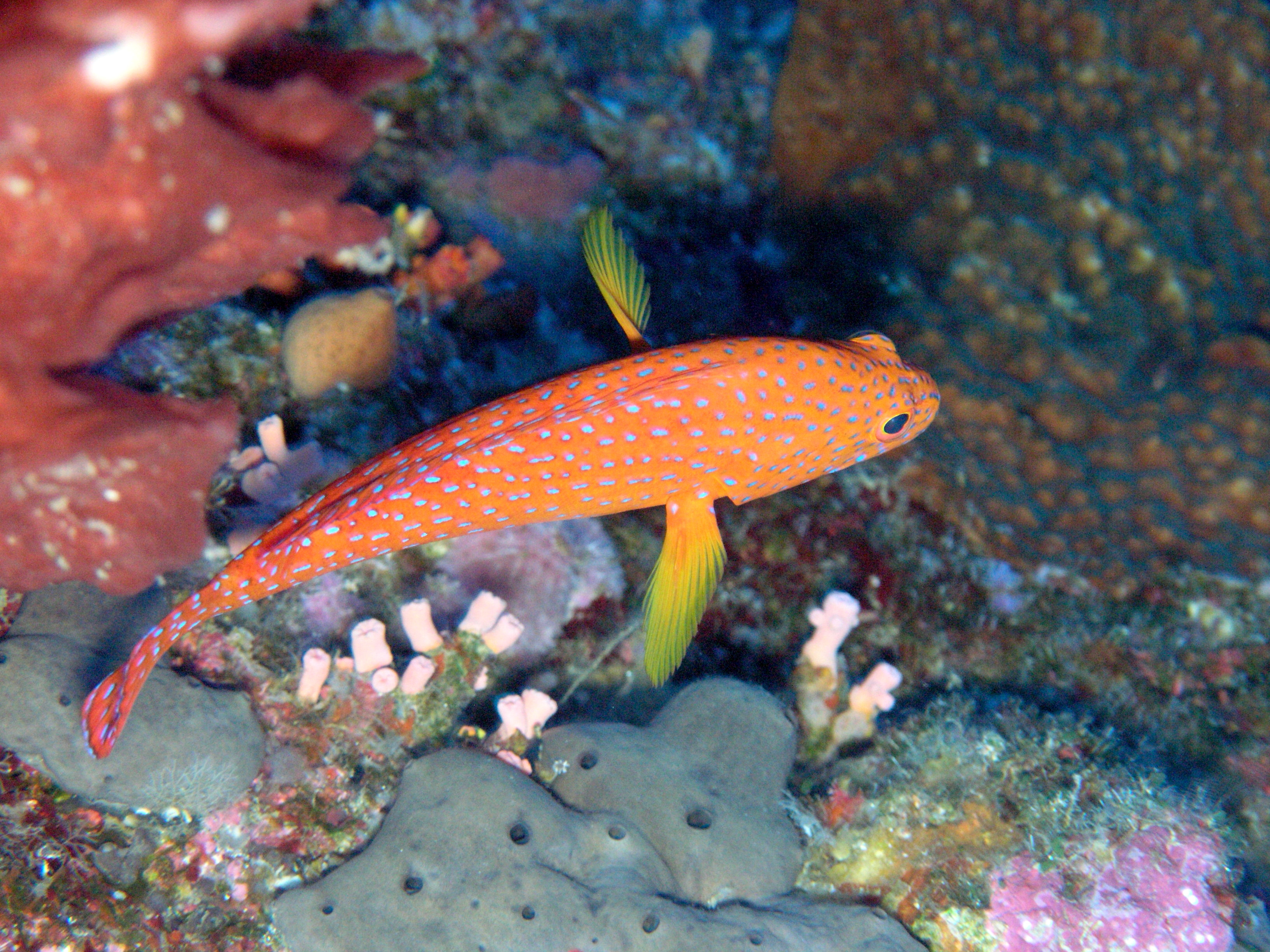
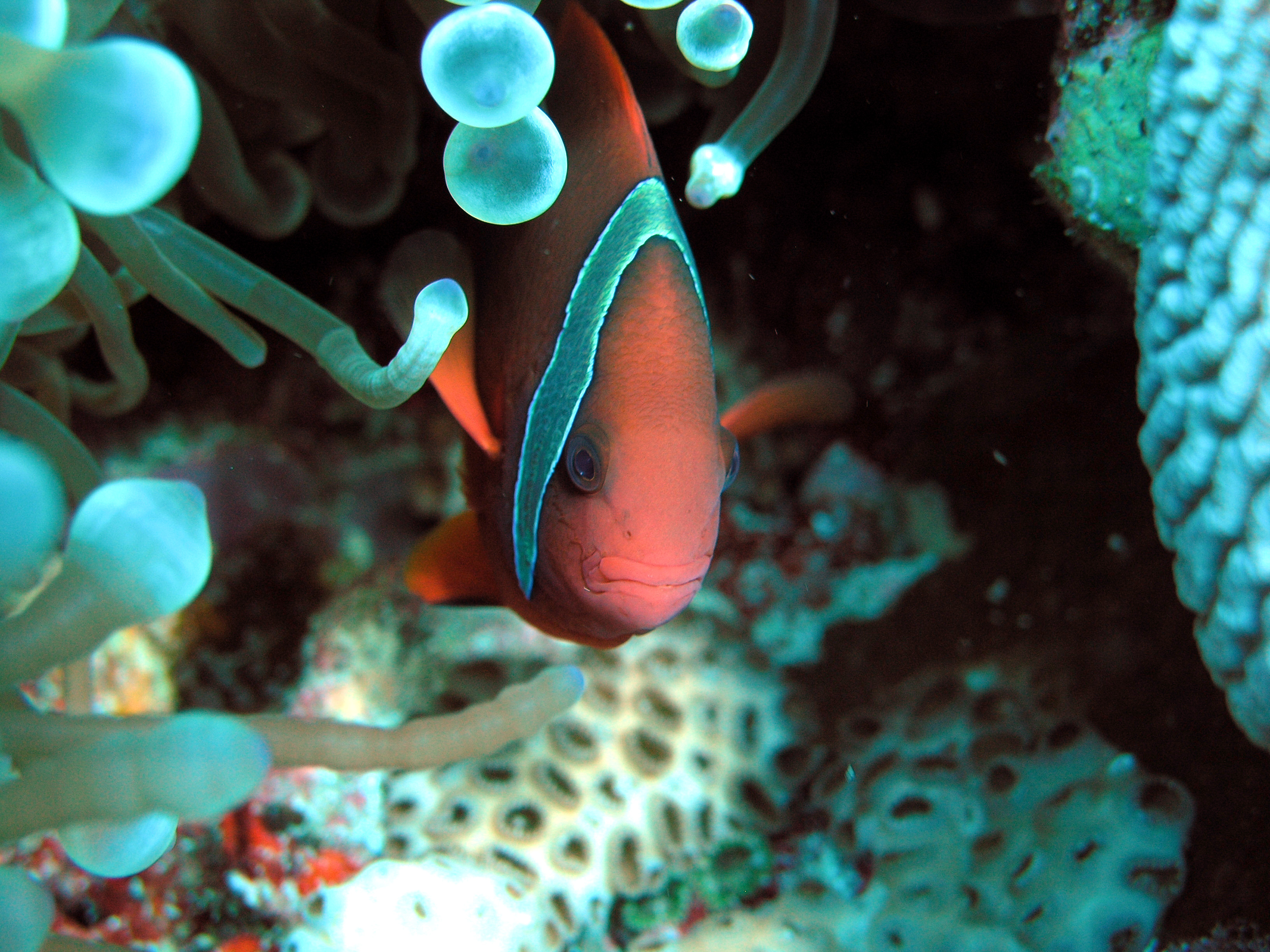
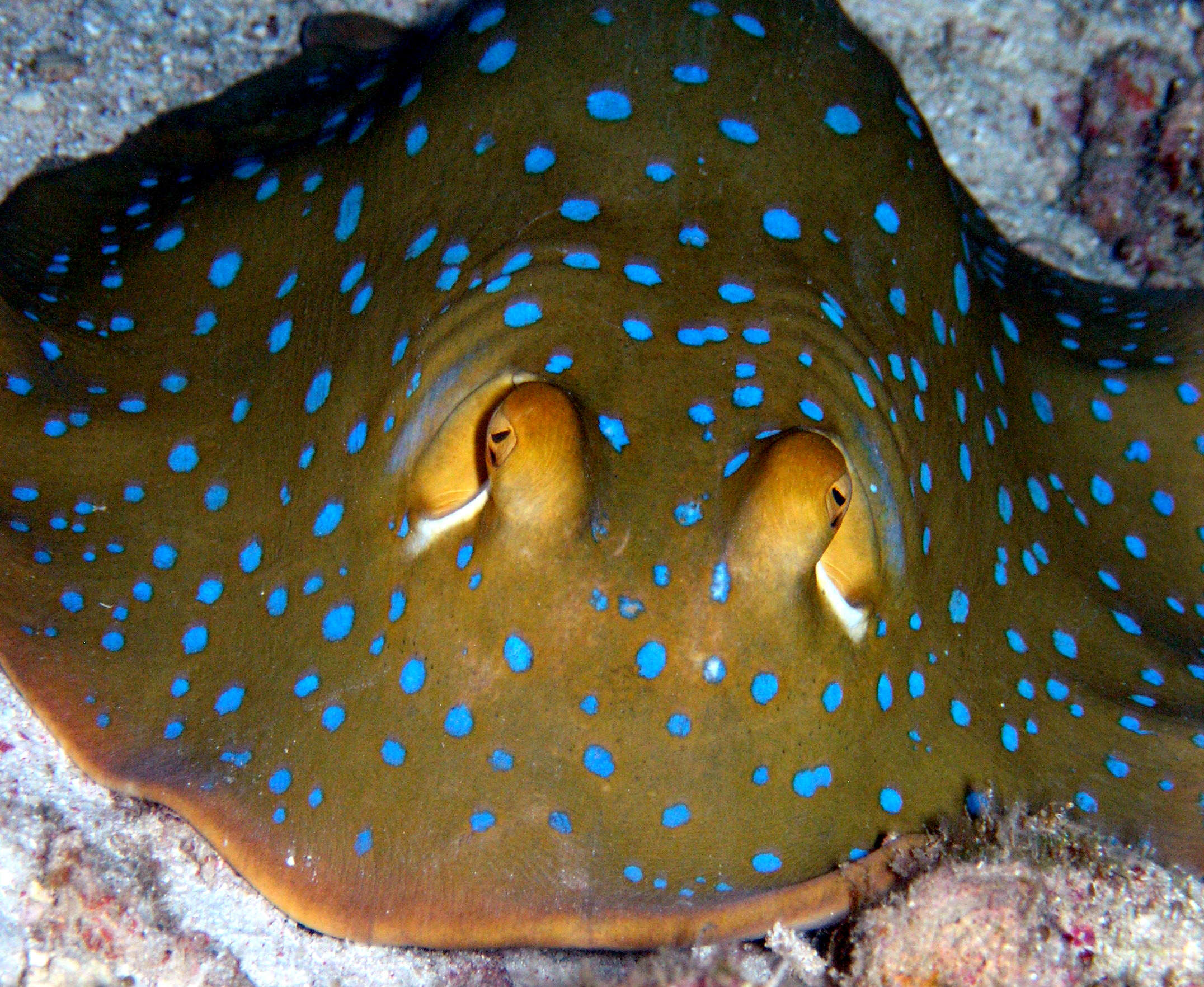
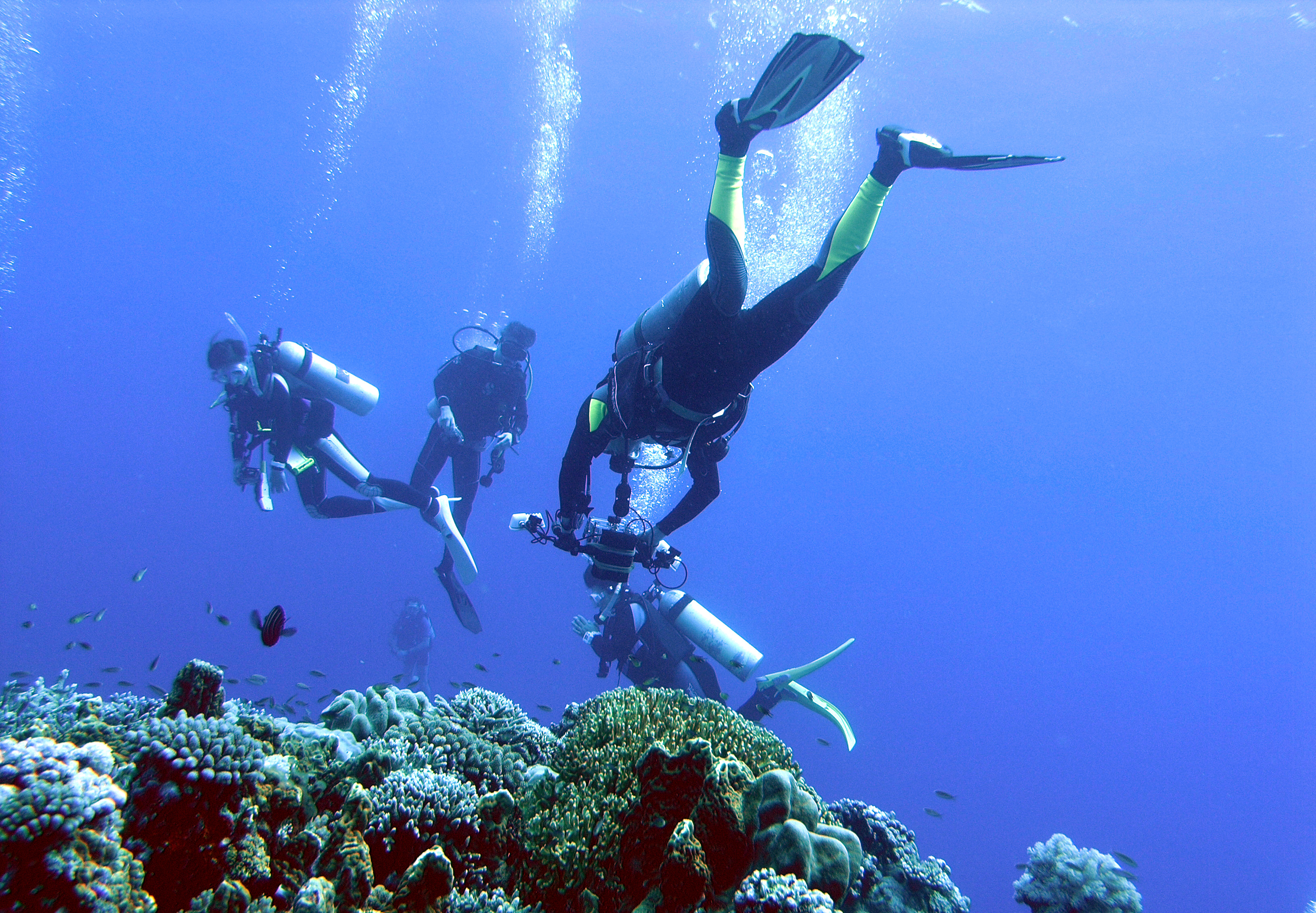
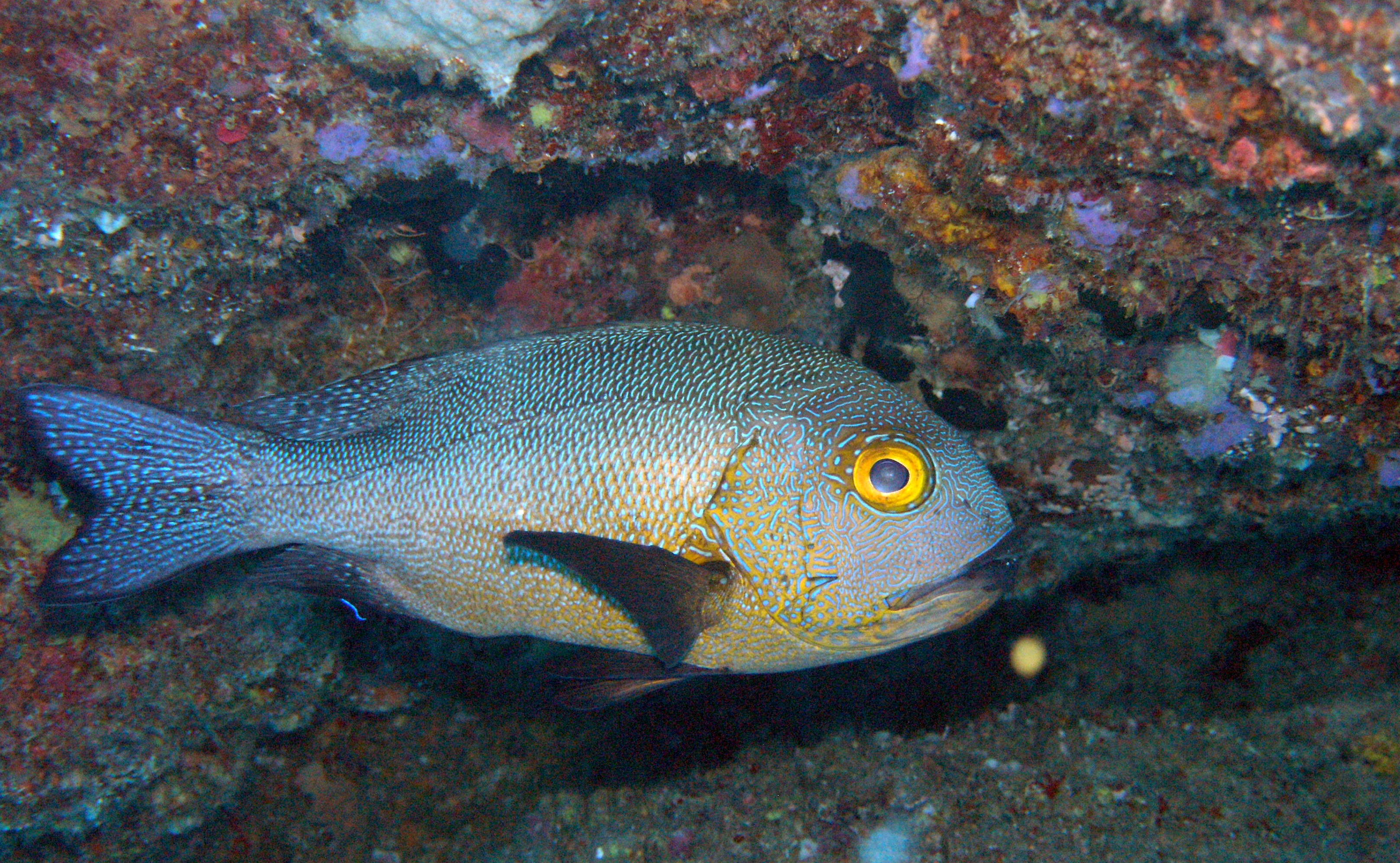
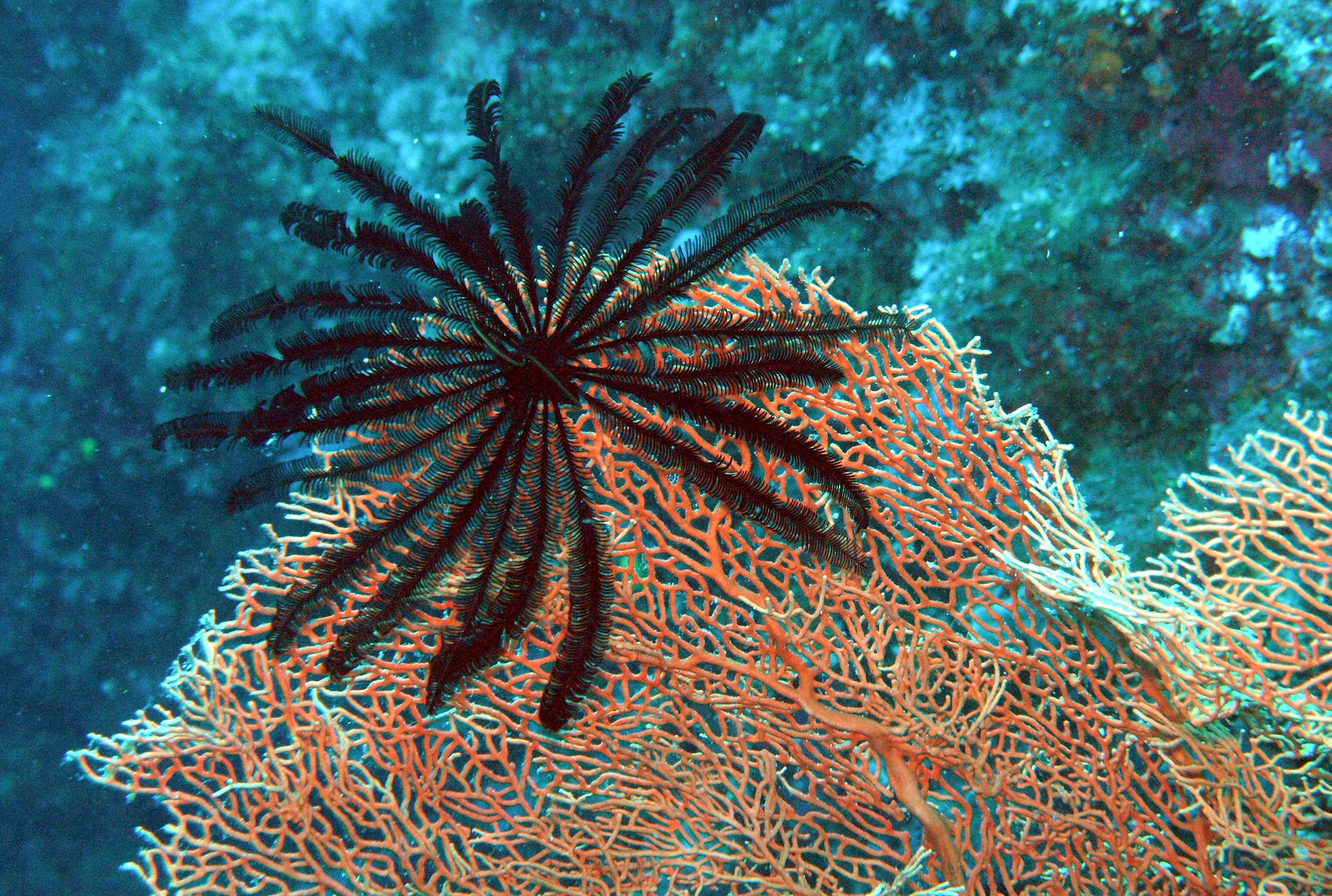
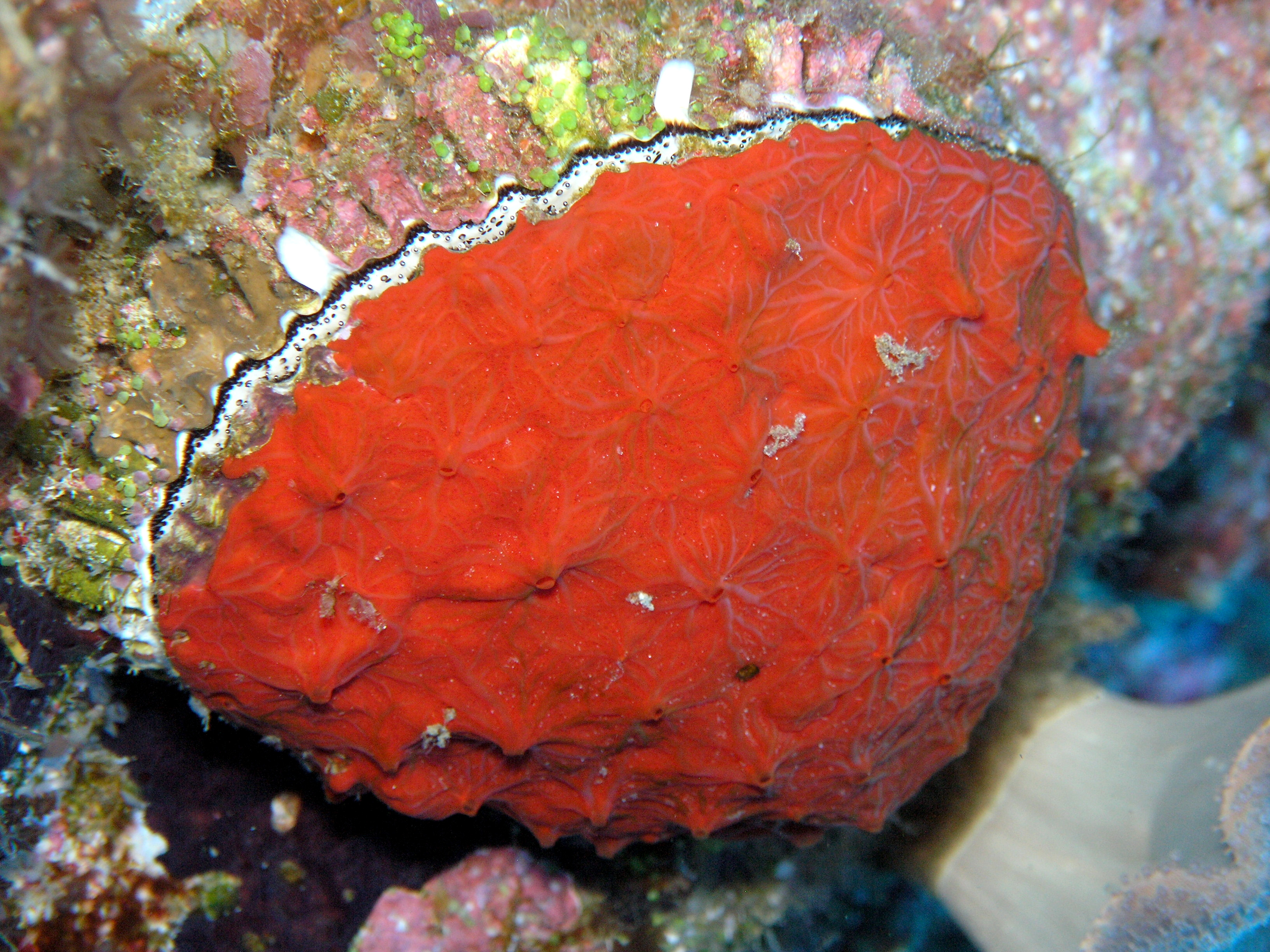
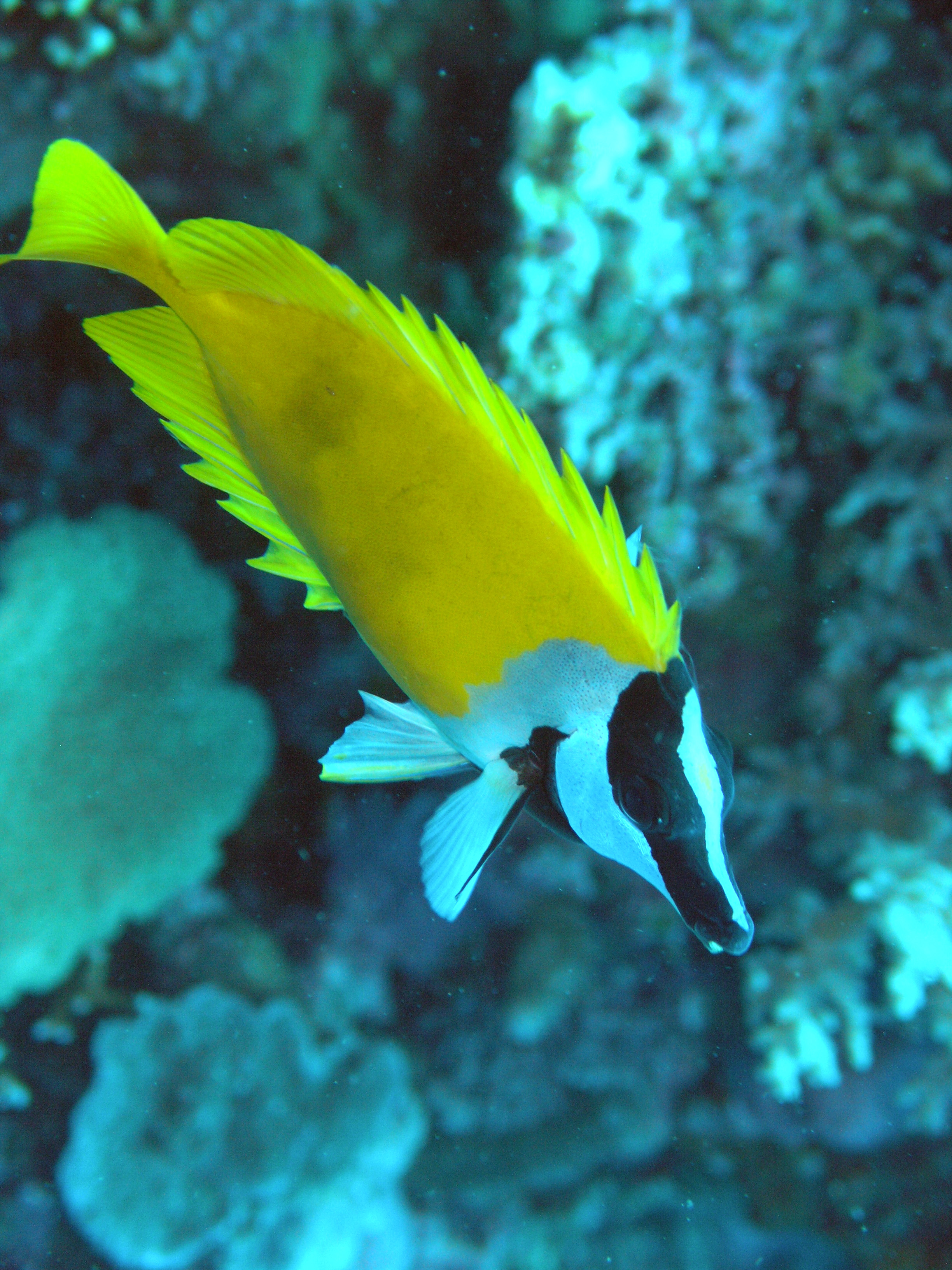
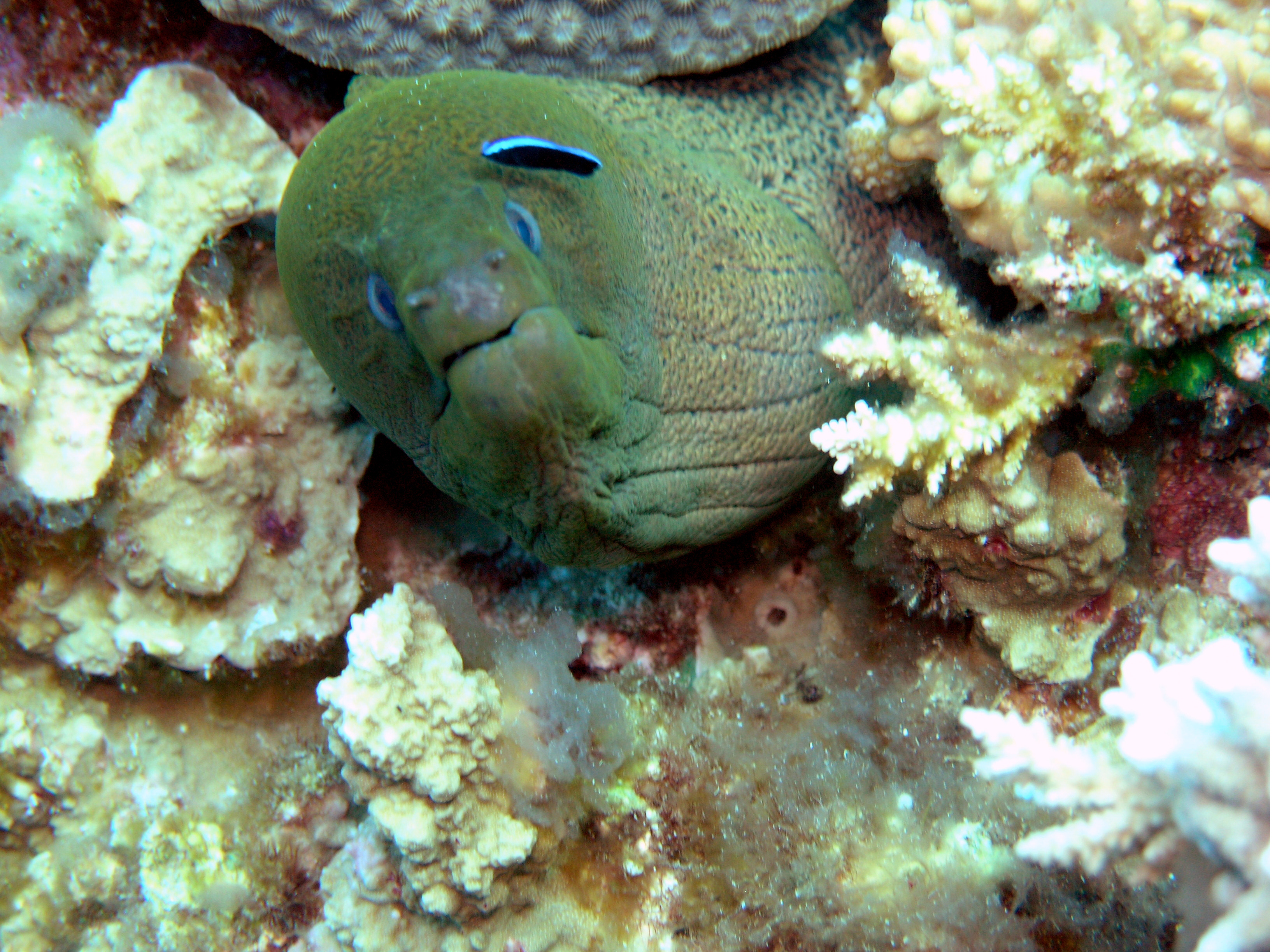
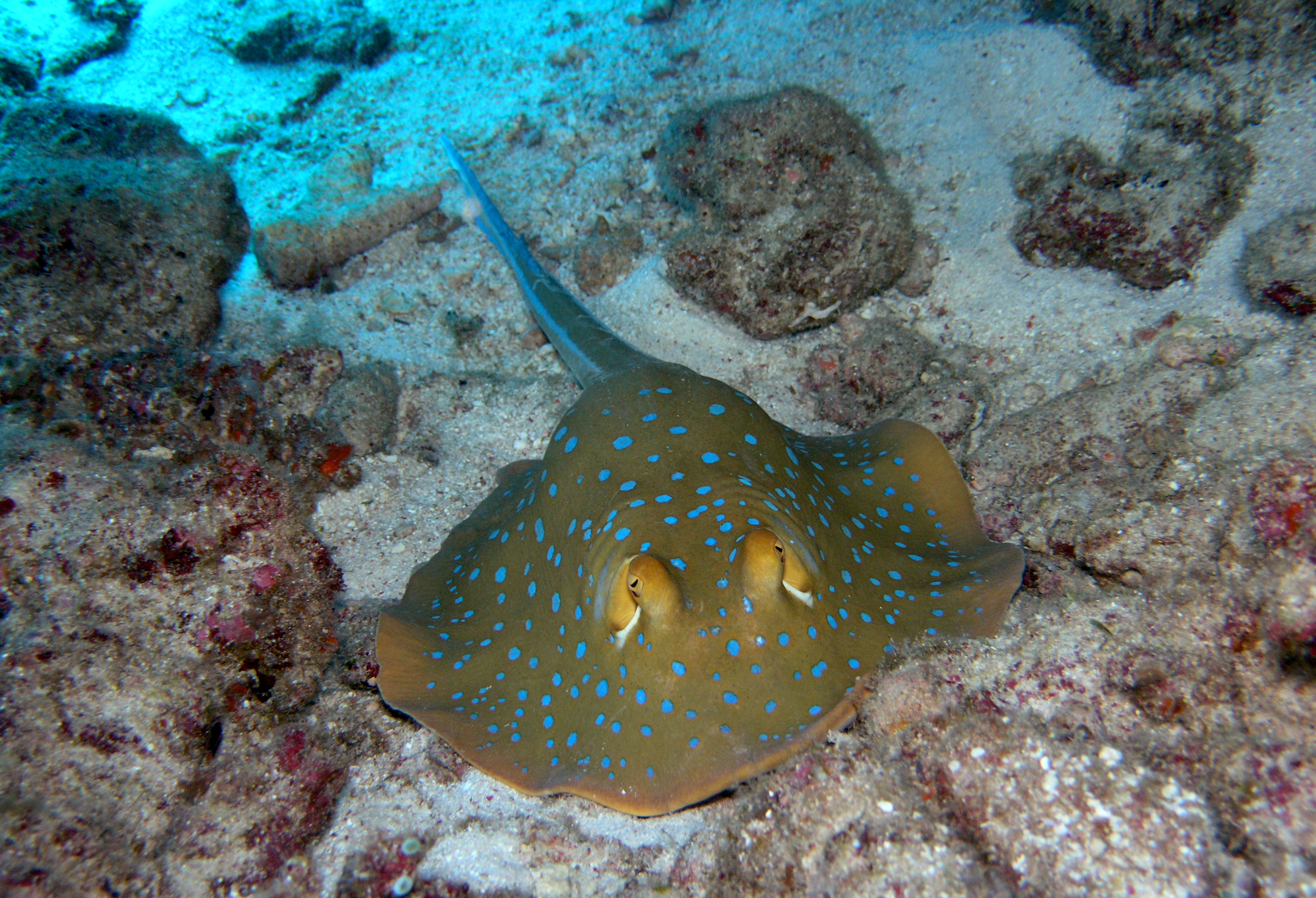

該島為潛水愛好者的集聚地點之一，其海水清澈，珊瑚礁中生活著多樣化的珍希海洋生物，如双髻鲨、侏儒海馬、鰺魚、梭子鱼、鬼蝠魟等。

### 水源
- 無地下水源。
- 有海水淡化設備。

### 電力
- 有發電機房。

### 建築

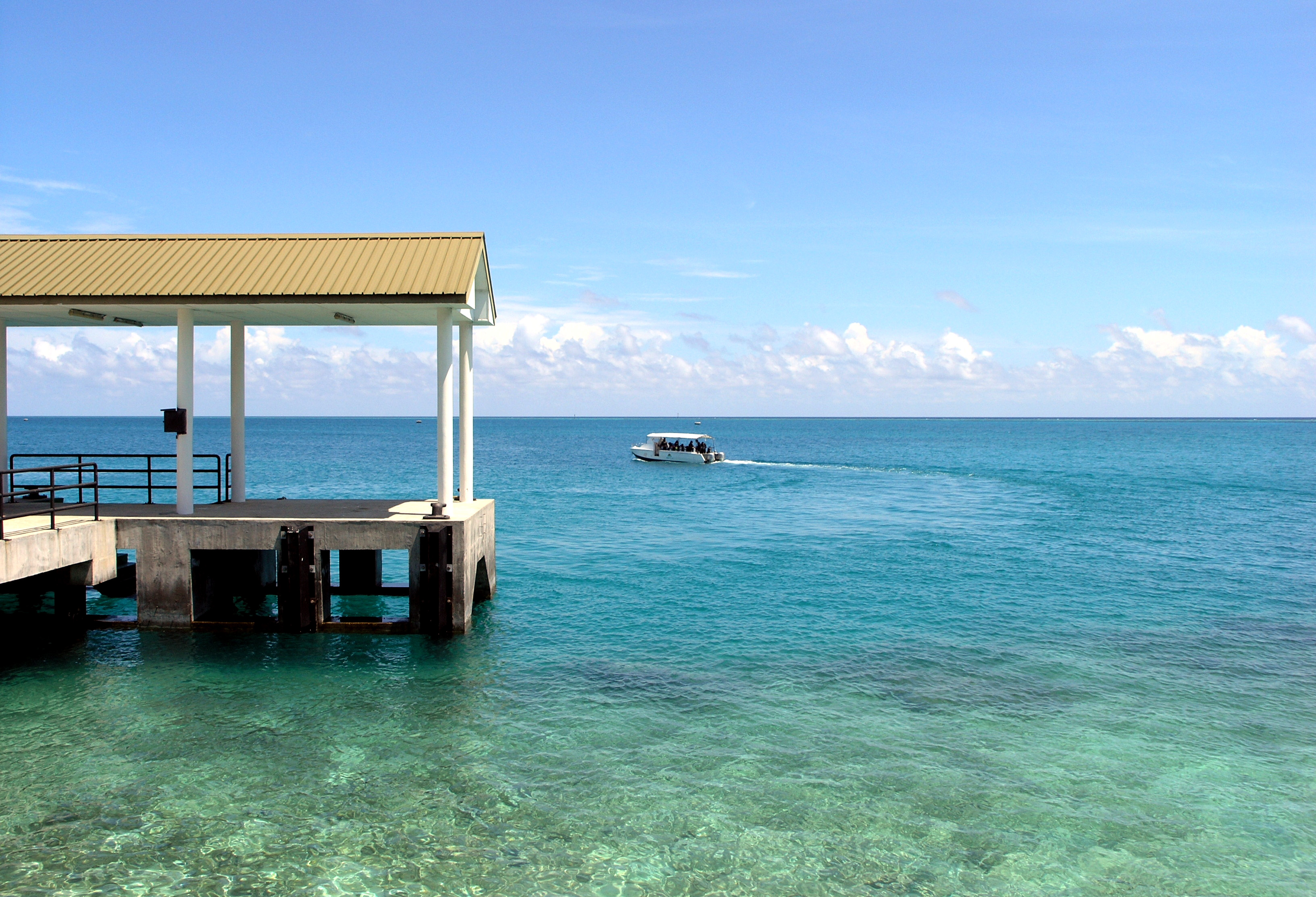
第五基地碼頭

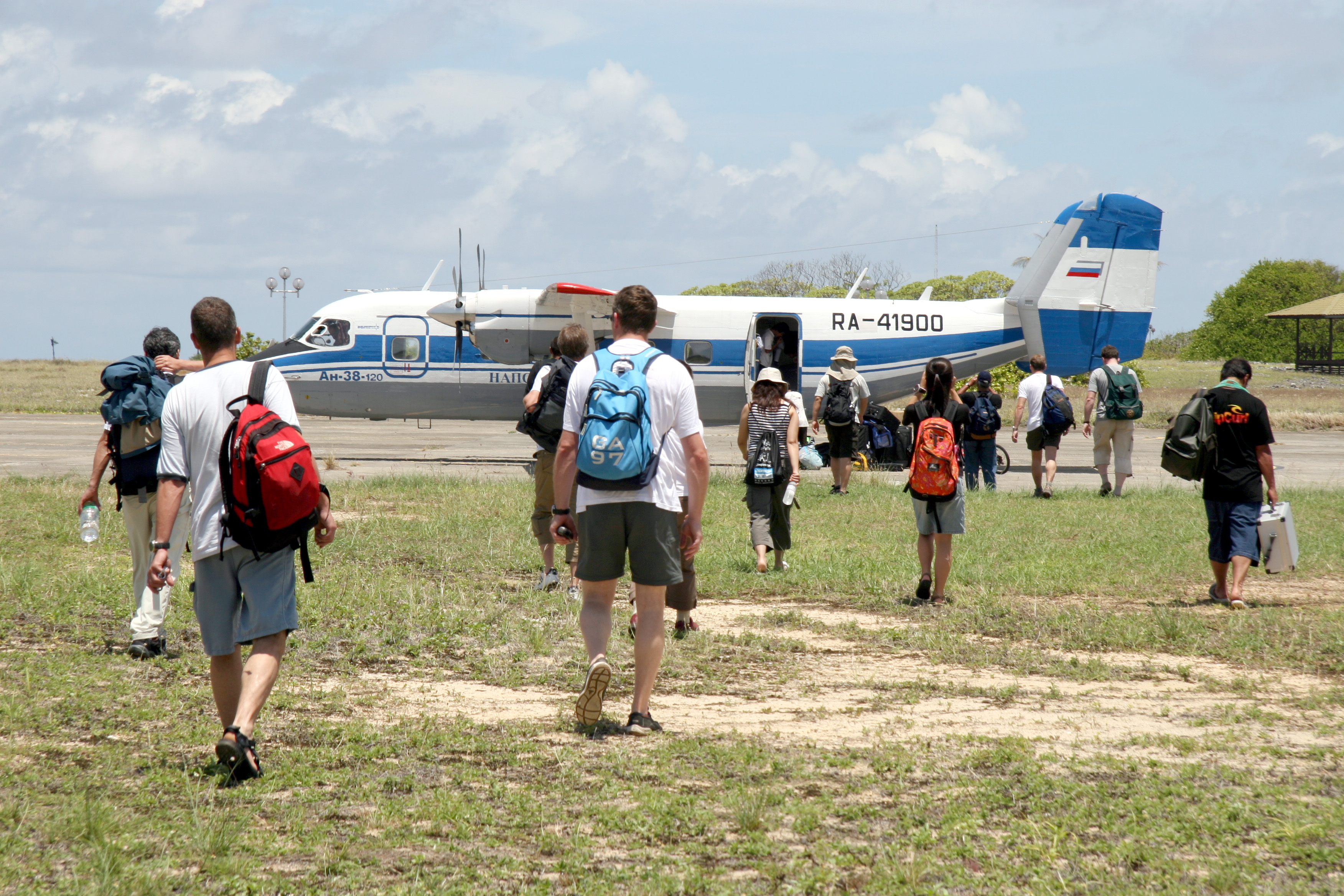
準備搭飛機離開的遊客

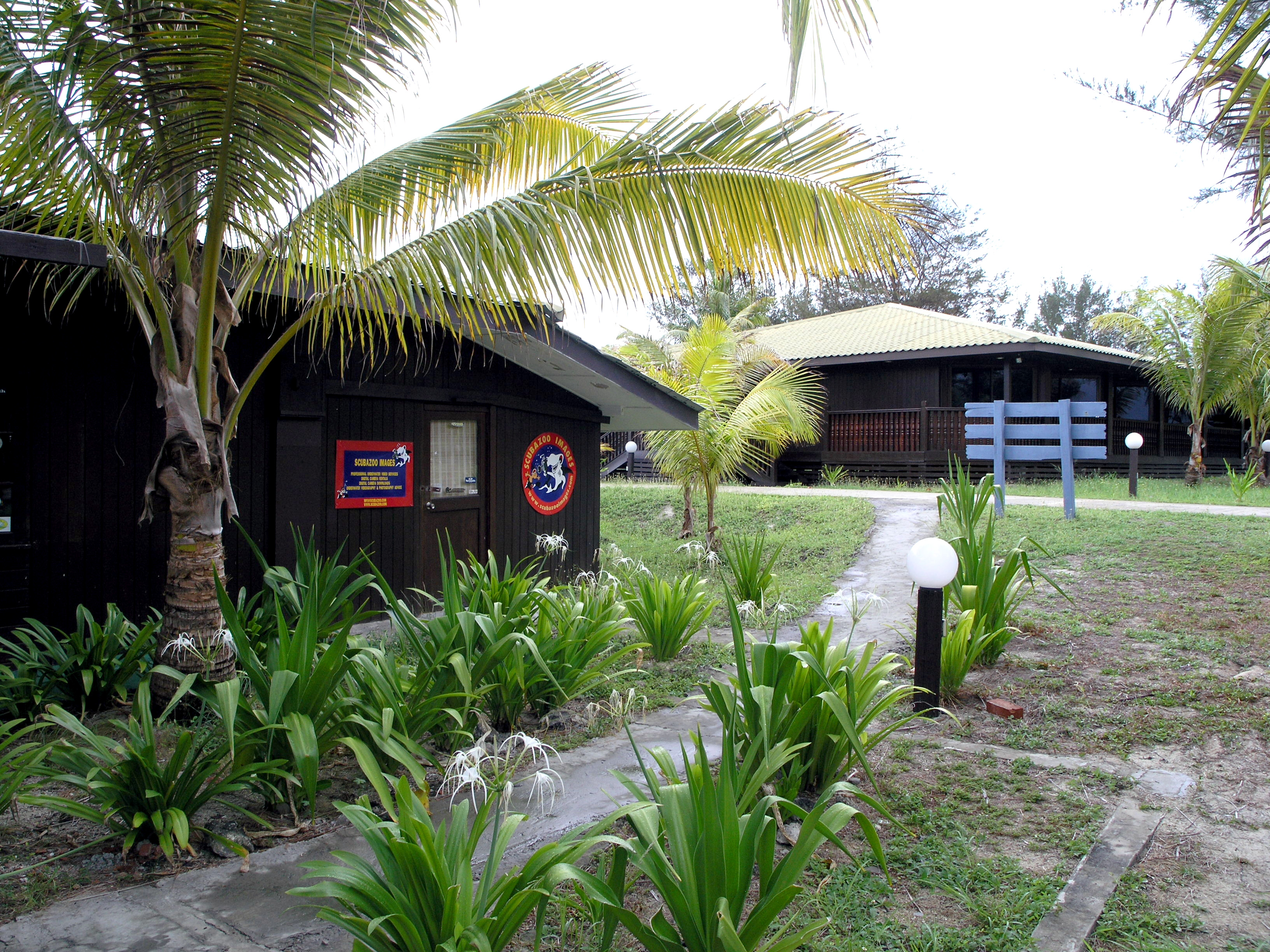
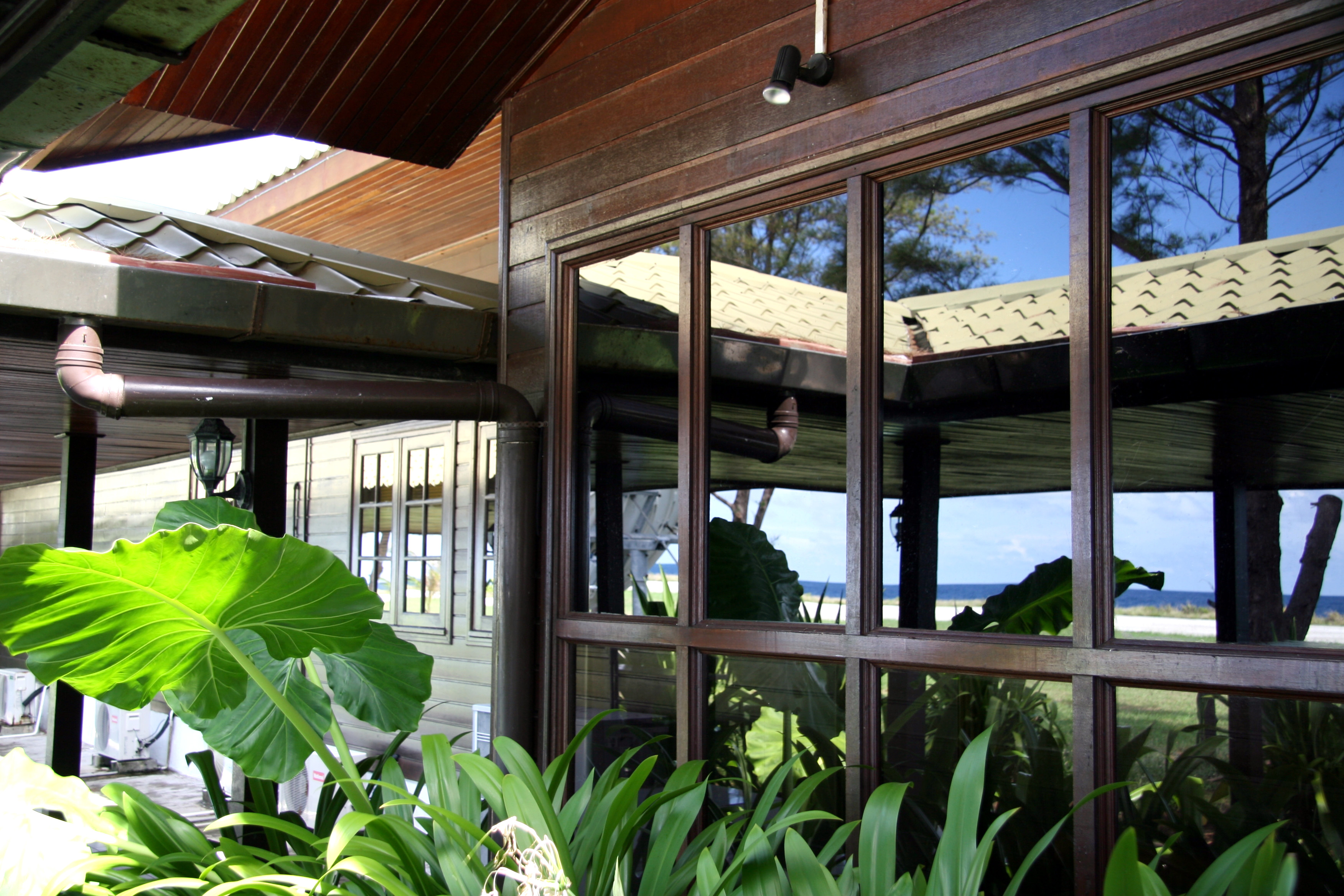
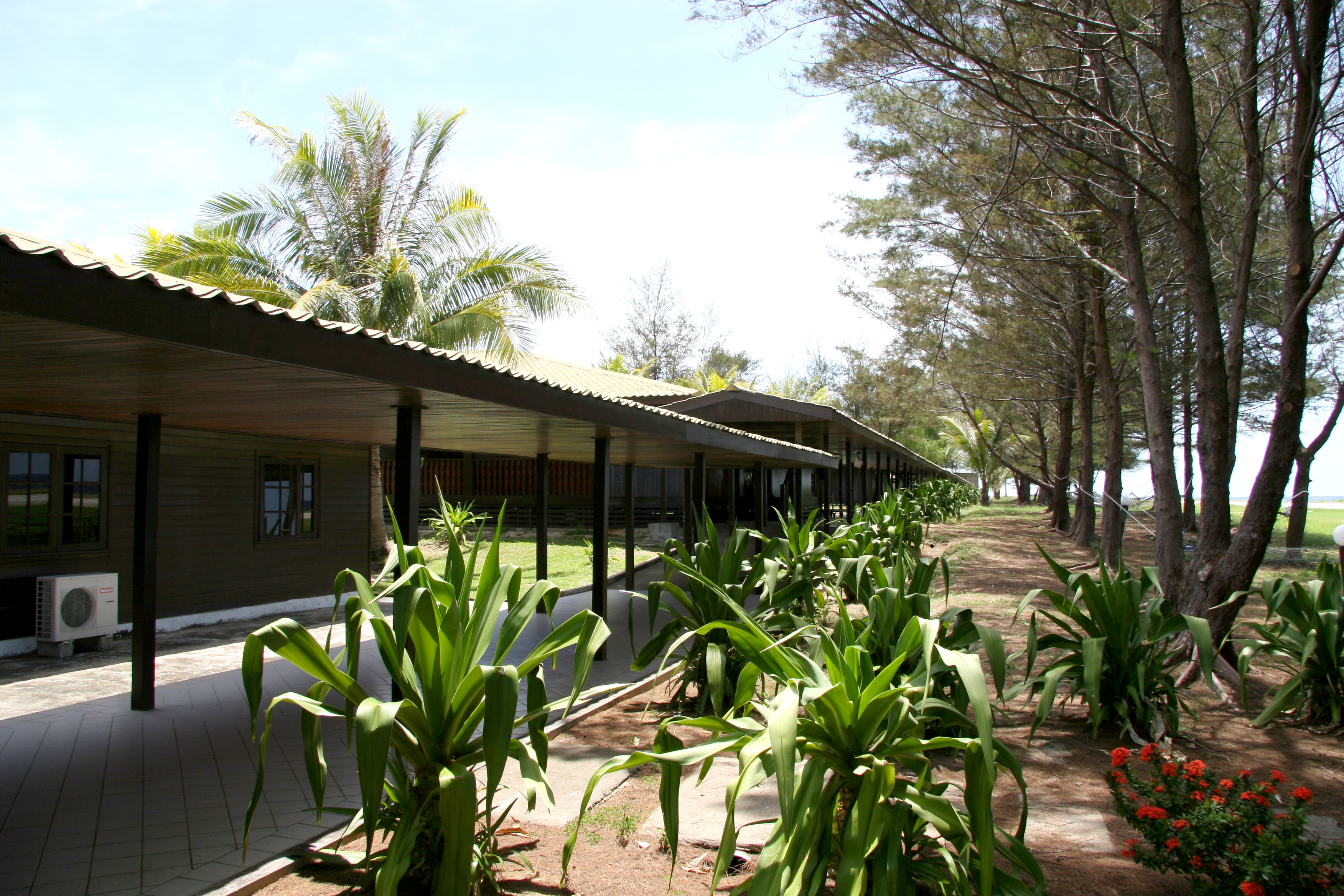

- 東北端為軍事區，東南側為飛機跑道。
- 中間部份為三星級渡假中心，有客房86間、淡水游泳池、潛水服務中心等。

### 人口
- 島上有70名馬來西亞的士兵和40名民間工作人員居住。

### 運輸
- 空運：有一飛機跑道，該飛機跑道長度為1,370公尺、寬度為40公尺，目前民用交通僅有來回亞庇的班機，Pan Pacific航空公司雙螺旋槳小飛機，飛行時間約一個小時。
- 海運：船行時間約16小時，目前已停駛旅遊用客船。由納閩（Labuan；自由港，近汶萊）行船，約16小時可達，主要運送大宗補給品（如油料等），無客運服務。